# Кристина (озеро, Британская Колумбия)
Кристина (англ. Christina Lake) — озеро в провинции Британская Колумбия в Канаде. Расположено на юге провинции в километре от границы с США. Одно из средних озёр Канады — общая площадь равна 25,489 км². Длина примерно 18 километров, ширина — до полутора километров. Высота над уровнем моря 446 метров.

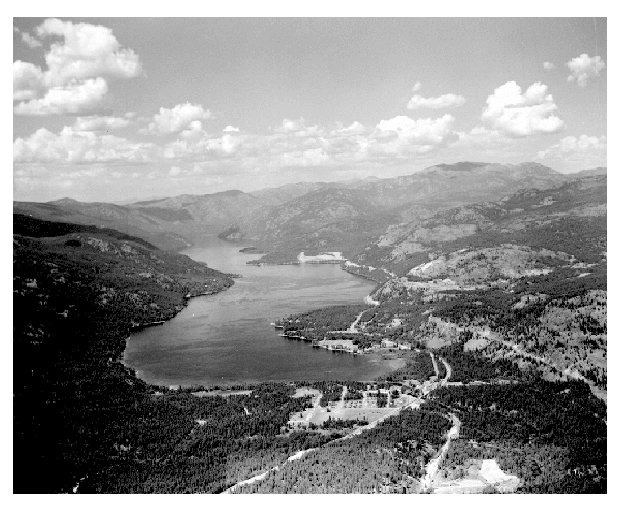
Аэрофотосъёмка озера Кристина в 1947 году

Северное побережье озера входит в провинциальный парк Гладстоун, южное — в провинциальный парк Кристина-Лейк.

## Этимология
Озеро названо в честь Кристины Макдональд Маккензи Уильямс, дочери Катерины Батисты и Ангуса Макдональда, руководителя торговой фактории Компании Гудзонова Залива в Форт-Колвиле в 1852—1870 годах. Кристина вышла замуж за Джеймса Маккензи, клерка Компании Гудзонова залива, позже заведующего магазином в Камлупсе. После смерти мужа в 1873 году Кристина сама стала управлять магазином, показав на этом поприще высокую компетентность и хорошую деловую хватку. Стала первой женщиной-хозяйкой магазина в Британской Колумбии. В 1875 году вышла замуж за Чарльза Уильямса и переехала с ним в США. Умерла зимой 1925-26 года.